# Dexia effulgens
Dexia effulgens är en tvåvingeart som först beskrevs av Wood 1874.  Dexia effulgens ingår i släktet Dexia och familjen parasitflugor. Inga underarter finns listade i Catalogue of Life.